# Romain Teulet
Pour les articles homonymes, voir Teulet.

a Compétitions nationales et continentales officielles uniquement.

Dernière mise à jour le 2 mars 2014.
Romain Teulet, né le 5 février 1978 à Bergerac, est un joueur et entraîneur français de rugby à XV qui a évolué principalement au poste d'arrière au sein du Castres olympique. Quoiqu'étant le plus petit joueur du championnat de France avec 1,63 m, il est le deuxième meilleur réalisateur de l'histoire du championnat de France derrière Richard Dourthe,.
Depuis octobre 2019, il est manager général de son club formateur, l'US Bergerac.

## Biographie

### De la Dordogne au Tarn
Formé à Bergerac où il fait toutes ses classes jusqu'à la Fédérale 1, Romain Teulet découvre l'élite à 24 clubs avec le CA Périgueux sous les ordres de Jacques Delmas lors de la saison 1999-2000. Replacé demi de mêlée, il parvient à inscrire 150 points avant de repartir jouer en Fédérale 1 avec son club de cœur : l'US Bergerac.

### Carrière au Castres olympique

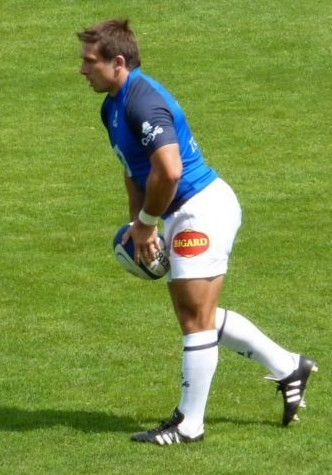
Romain Teulet à l'échauffement avec le Castres olympique.

Recruté par le Castres olympique, il dispute de nombreux matchs en compétitions européennes que ce soit en Coupe d'Europe, en Challenge européen ou Bouclier européen qu'il remporte en 2003.
Buteur très efficace du Castres olympique, il est le meilleur réalisateur du championnat de France en 2009-2010. Avec 263 points au total, il devance Jonny Wilkinson et Brock James. Il est surnommé RoboCop en raison de sa gestuelle et sa prise de pas si particulière dans l'exercice du tir au but.
En novembre 2009, il est invité avec les Barbarians français pour jouer un match contre un XV de l'Europe FIRA-AER au Stade Roi Baudouin à Bruxelles. Ce match est organisé à l'occasion du 75e anniversaire de la FIRA – Association européenne de rugby. Les Baa-Baas l'emportent 26 à 39.
Le 28 août 2010, il devient le premier joueur du Top 14 à passer la barre des 2 000 points inscrits, lors du match Castres-Bayonne (25-18).
En juin 2011, il participe à la tournée des Barbarians français en Argentine pour jouer deux matchs contre les Pumas. Les Baa-Baas s'inclinent 23 à 19  à Buenos Aires puis l'emportent 18 à 21 à Resistencia.
Le 5 mai 2012, il passe la barre des 3 000 points inscrits avec un seul club, toujours sous le maillot castrais, lors du match de Top 14 contre l'ASM Clermont, ce qui en fait un record mondial. En juin, il participe à la tournée des Barbarians français au Japon pour jouer deux matchs contre l'équipe nationale nippone à Tokyo. Les Baa-Baas l'emportent 40 à 21 puis 51 à 18. 
Romain Teulet est champion de France de Top 14 en 2013. Il soulève le Bouclier de Brennus au Stade de France. 
Le 15 avril 2014, Romain Teulet annonce la fin de sa carrière pour la fin de la saison. Dès la fin de sa saison en Top 14 avec Castres, il intégrera le XV de France de rugby en tant qu'entraîneur des buteurs. Il inscrit un total de 3 102 points en treize saisons disputées, toutes compétitions confondues,,.

### Carrière d'entraîneur
Après sa carrière, Romain Teulet intègre l'encadrement sportif de l'équipe de France. Son engagement porte jusqu'à la fin de la Coupe du monde 2015. Son travail est centré sur les buteurs potentiels du XV de France, que ce soit lors des périodes de rencontres internationales et aussi dans les périodes de compétitions de club. Dans ce dernier cas, plusieurs jours par semaine, il se rend dans les clubs des joueurs suivis et leur propose des séances de travail spécifiques. En plus de cette activité, Teulet travaille un jour par semaine pour le centre de formation du Castres olympique. Après la Coupe du monde 2015, Teulet n'est pas conservé dans le staff du nouveau sélectionneur Guy Novès.
En mars 2016, Romain Teulet intègre le staff technique de Christophe Urios au Castres olympique en tant que consultant du jeu au pied et des skills. Le CO est champion de France en 2018.
À l'intersaison 2019, il intègre l'organigramme de son club formateur, l'US Bergerac, au poste de directeur sportif et technique pour aider à structurer le club. En octobre 2019, après le départ de Christophe Bramery, il est nommé entraîneur de l'équipe première qui évolue en Fédérale 1. En 2020, bien que la FFR suspend toutes les descentes de Fédérale 1 à Fédérale 2, le club demande sa relégation en deuxième division fédérale. Romain Teulet est conservé au poste de manager général malgré le renouvellement du reste su staff. Il quitte le club en 2022.

## Palmarès
Avec le Castres olympique
- Bouclier européen :
  - Vainqueur (1) : 2003
- Coupe d'Europe HCup :
  - Demi-finaliste (1) : 2002
- Championnat de France Top 14 :
  - Champion (1) : 2013
  - Finaliste (1) : 2014
  - Demi-finaliste (1) : 2012
- Challenge Sud-Radio :
  - Vainqueur (1) : 2003[20]
- Challenge Armand Vaquerin :

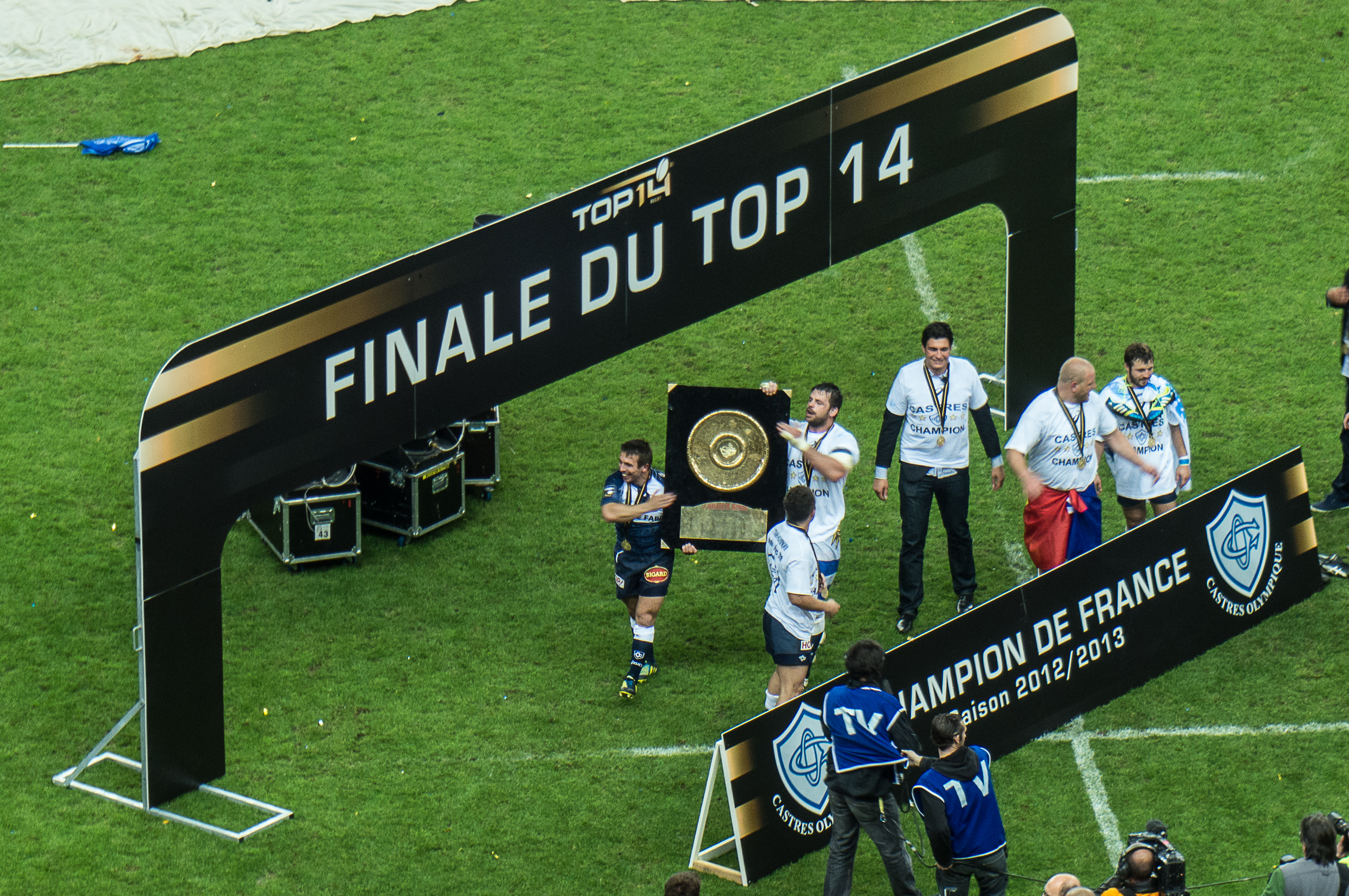
Romain Teulet porte le Brennus avec Rodrigo Capó Ortega au Stade de France en 2013.

  - Vainqueur (3) : 2011, 2012 et 2013